# ستيفن ديفيد روس
ستيفن ديفيد روس (بالإنجليزية: Stephen David Ross)‏ هو فيلسوف أمريكي، ولد في 1935.